# Charagua / El aparecido
«Charagua / El aparecido» es un sencillo de la banda chilena Inti-Illimani, lanzado en 1971 bajo el sello DICAP y perteneciente su álbum Autores chilenos, lanzado ese mismo año por la misma casa discográfica.
Tanto el lado A como el lado B son canciones compuestas por el cantautor Víctor Jara, y ambas, en especial la segunda, aparecen en diversos discos de la agrupación. La instrumental «Charagua», que posteriormente ha sido interpretada por Inti-Illimani y Manuel García, también ha sido publicada bajo el nombre de «Danza nº 5» y utilizada como canción institucional de Televisión Nacional de Chile.

## Lista de canciones
Todas las canciones escritas y compuestas por Víctor Jara. 
| Lado A |            |          |  |
| N.º    | Título     | Duración |  |
| 1.     | «Charagua» |          |  |

| Lado B |                |          |  |
| N.º    | Título         | Duración |  |
| 2.     | «El aparecido» |          |  |